# Spin Boldak (dystrykt)
Spin Boldak – powiat w afgańskiej prowincji Kandahar. Graniczy na zachodzie z powiatem Daman oraz na północy z powiatami Arghestan i Qilla Abdullah. Na wschodzie granica powiatu jest równocześnie granica państwową z Pakistanem opartą na linii Duranda. Od południa graniczy z Szorabak. Ludność powiatu liczy ok. 100 400 (2006). Głównym miastem jest Spin Boldak, położone w zachodniej części powiatu przy głównej drodze wiodącej do Pakistanu.